# Leendert van der Lugt
Leendert van der Lugt (1 augustus 1988) is een Nederlandse ultraloper. Hij is Nederlands kampioen op de 100 km in 2024 en is houder van Nederlands record op de 6 uur. Tijdens de 6-uurswedstrijd van het Ultrafestival Deventer op 13 juli 2024 heeft Van der Lugt het Nederlandse record, dat hij twee weken daarvoor verbrak, opnieuw verbroken naar 90,016 kilometer. Het eerdere record van 87,21 kilometer stond sinds 1996 op naam van Wim Epskamp.
Van der Lugt is christelijk. Zo sport hij niet op zondag en heeft hij in de zomer van 2024 voor de stichting Next Move geld ingezameld voor de vertaling van het Markusevangelie voor sporters door 12 marathons te lopen in 12 dagen. Daarnaast heeft hij een rol in een kinderboek van schrijver Adri Burghout.

## Titels
| Discipline | Titel               | Jaar |
| ---------- | ------------------- | ---- |
| 100 km     | Nederlands kampioen | 2024 |

## Palmares

### Marathon
- 2018: 4 Marathon Zeeuws-Vlaanderen - 2:42.06
- 2019:  Marathon Zeeuws-Vlaanderen - 2:30.57
- 2022:  Marathon Zeeuws-Vlaanderen - 2:29.10
- 2022:  Midwintermarathon Leeuwarden - 2:27.28[5]
- 2023:  Marathon Zeeuws-Vlaanderen - 2:28.23[6]
- 2024:  Marathon Zeeuws-Vlaanderen - 2:27.07[7]
- 2024:  Luxembourg Night Marathon - 2:33.30[8]

### 50 km
- 2020  Hilo to Volcano 50k Ultramarathon (USA) 3:24.23

### 100 km
- 2024:  HOHO100 - 6:56.34[9]
- 2024:  Run Winschoten - 6:39.24 ( Nederlands kampioenschap)[10]

### 6 uurs
- 2024:  6 uur Haarlemmermeer - 88,739 km (Nederlands Record / Bestprestatie)[11]
- 2024:  6 uur Deventer - 90,016 km (Nederlands Record / Bestprestatie)[12]